# Jerry Jameson
Pour les articles homonymes, voir Jameson.
Jerry Jameson (né le 26 novembre 1934) est un réalisateur et producteur américain.

## Filmographie

### Cinéma
- 1972 : Le Sexe sauvage (Brute Corps)
- 1972 : The Dirt Gang (en)
- 1974 : The Bat People
- 1977 : Les Naufragés du 747 (Airport '77)
- 1980 : La Guerre des abîmes (Raise the « Titanic »!)
- 2004 : Last Flight Out
- 2015 : Captive

### Télévision

#### Téléfilms
- 1974 : Panique dans l'ascenseur (The Elevator)
- 1974 : Hurricane
- 1974 : Terror on 40th Floor
- 1975 : The Lives of Jenny Dolan
- 1976 : The Invasion of Johnson County
- 1976 : L'Appel de la forêt (The Call of the Wild)
- 1978 : Du feu dans le ciel (A Fire in the Sky)
- 1980 : Le Retour de Will Kane (High Noon part II: The Return of Will Kane)
- 1983 : Starflight One (en)
- 1986 : Le Bras armé de la loi (One Police Plaza)
- 1989 : Vol 191 en péril (en) (Fire and Rain)
- 1992 : Gunsmoke: To the Last Man
- 1993 : Gunsmoke: The Long Ride
- 1993 : Bonanza: The Return
- 1994 : Gunsmoke: One Man's Justice
- 2002 : The Red Phone: Manhunt
- 2003 : The Red Phone: Checkmate
- 2009 : Le Bateau de l'espoir (Safe Harbor)

#### Séries télévisées
- 1970 : La Nouvelle Équipe (The Mod Squad)
- 1971 : Dan August
- 1972 : Search
- 1972 : The Rookies
- 1973 : Cannon
- 1974 : L'Homme qui valait trois milliards (The Six Million Dollar Man)
- 1974 : Un shérif à New York (McCloud)
- 1975 : Les Rues de San Francisco (The Streets of San Francisco)
- 1975 : Hawaï police d'État (Hawaii Five-O)
- 1975 : Ironside
- 1986 : Magnum (Magnum, P.I.)
- 1987 : Dallas
- 1988 : Dynastie (Dynasty)
- 1994 - 2000 : Walker, Texas Ranger
- 1995 : Les Anges du bonheur (Touched by an Angel)
- 1996 : Docteur Quinn, femme médecin (Dr. Quinn, Medicine Woman)
- 1996 : The Lazarus Man
- 1998 : Land of the Free